# فهرست آثار ملی استان خراسان رضوی
در سال ۱۴۰۳ خورشیدی، بیش از ۲٬۰۰۰ اثر ملی در استان خراسان رضوی به ثبت رسیده‌اند. شهرستان مشهد با ۲۳۱ اثر ملی در سال ۱۳۹۵ خورشیدی جایگاه نخست را از لحاظ تعدد آثار ملی در این استان داراست.
حرم امام رضا شاخص‌ترین اثر ملی ثبت‌شده در استان خراسان رضوی است که سالیانه میلیون‌ها زائر را به مشهد می‌کشاند و واژهٔ رضوی در نام استان نیز به همین اثر اشاره دارد. حرم امام رضا با شمارهٔ ثبتی ۱۴۰ در تاریخ ۱۵ دی ۱۳۱۰ خورشیدی در فهرست آثار ملی ایران جای گرفته است.
چهارطاقی بازه‌هور نخستین اثر ملی استان خراسان رضوی است که با شمارهٔ ثبتی ۹۱ در تاریخ ۲۴ شهریور ۱۳۱۰ خورشیدی در فهرست آثار ملی ایران جای گرفته است.
آرامگاه ارسلان جاذب از سرداران سلطان مسعود یکم غزنوی قدیمی‌ترین بنای به‌جامانده از دوران اسلامی در این استان است که به‌صورت «مجموعه‌ای تاریخی» با شمارهٔ ثبتی ۱۶۴ در تاریخ ۱۵ دی ۱۳۱۰ خورشیدی در فهرست آثار ملی ایران جای گرفته است.
برج رادکان شاخص‌ترین «برج آرامگاهی» در استان خراسان رضوی است که مربوط به دورهٔ ایلخانی می‌باشد و با شمارهٔ ثبتی ۱۴۶ در تاریخ ۱۵ دی ۱۳۱۰ خورشیدی در فهرست آثار ملی ایران جای گرفته است. این برج با ارتفاع ۲۵ متر که بدنهٔ آن استوانه‌ای است و گنبد مخروطی شکلی دارد، تصور می‌شود آرامگاه یکی از ایلخانیان مغول از نسل چنگیز خان باشد. افزون‌براین برج رادکان توانایی تعیین چهار فصل، سال کبیسه و آغاز نوروز را دارد. این برج اثر خواجه نصیرالدین طوسی (ریاضی‌دان، اخترشناس و معمار ایرانی) است.
آرامگاه شیخ احمد جامی مربوط به سدهٔ ۹ تا ۱۲ قمری یکی از شاخص‌ترین آرامگاه‌های جوامع اهل سنت در این استان است که با شمارهٔ ثبتی ۱۷۴ در تاریخ ۱۵ دی ۱۳۱۰ خورشیدی در فهرست آثار ملی ایران جای گرفته است.
آرامگاه عمر خیام مربوط به دورهٔ پهلوی با معماری هوشنگ سیحون نیز یکی دیگر از آرامگاه‌های شاخص در استان خراسان رضوی است که با شمارهٔ ثبتی ۱۱۷۵ در تاریخ ۱۸ آذر ۱۳۵۴ خورشیدی در فهرست آثار ملی ایران جای گرفته است.
قنات قصبه به‌عنوان «بزرگ‌ترین و قدیمی‌ترین قنات جهان» جزئی از ۱۱ قنات ایرانی ثبت‌شده در میراث جهانی یونسکو می‌باشد که در این استان قرار دارد. همچنین کاروانسراهای رباط شرف، عباس‌آباد تایباد، فخرداود، مزینان، رباط مهر، فخرآباد و زعفرانیه در استان خراسان رضوی جزئی از ۵۴ کاروانسراهای ایرانی هستند که به ثبت یونسکو رسیده‌اند. این کاروانسراها در تاریخ ۲۶ شهریور ۱۴۰۲ خورشیدی در جریان چهل و پنجمین اجلاس کمیته میراث جهانی یونسکو در ریاض در فهرست میراث جهانی قرار گرفته‌اند.

## آثار ثبت‌شده

### شهرستان جغتای
| # | نام اثر                       | نگاره          | دیرینگی                | موقعیت | شمارهٔ ثبت | تاریخ ثبت     | منبع   |
| - | ----------------------------- | -------------- | ---------------------- | --- | --------- | ------------- | ------ |
| ۱ | آرامگاه سید سلطان حسن بن جعفر |                | دورهٔ ایلخانی           | شهر جغتای - فاصله ۲ کیلومتری شمال راه‌آهن ۳۶°۴۵′۱۲٫۹″ شمالی ۵۶°۴۳′۲۲٫۴″ شرقی / ۳۶٫۷۵۳۵۸۳°شمالی ۵۶٫۷۲۲۸۸۹°شرقی | ۲۰۶۵      | ۲۹ تیر ۱۳۷۷   | [ ۱۶ ] |
| ۲ | مسجد خسروشیر                  |                | سدهٔ ۷ - ۸ ه‍.ق           | ۲۰۰ متری مشرق روستای خسروشیر ۳۶°۴۷′۲۵٫۰″ شمالی ۵۷°۱۰′۷٫۹″ شرقی / ۳۶٫۷۹۰۲۷۸°شمالی ۵۷٫۱۶۸۸۶۱°شرقی              | ۲۰۹۳      | ۲۷ مرداد ۱۳۷۷ | [ ۱۷ ] |
| ۳ | آرامگاه امامزاده خدا شاه      | بارگذاری تصویر | سدهٔ ۷ ه‍.ق               | یک کیلومتری غرب روستای خداشاه ۳۶°۴۷′۴۱٫۲″ شمالی ۵۷°۱′۴۲٫۴″ شرقی / ۳۶٫۷۹۴۷۷۸°شمالی ۵۷٫۰۲۸۴۴۴°شرقی             | ۴۰۳۹      | ۱۰ مهر ۱۳۸۰   | [ ۱۸ ] |
| ۴ | تپه ملا محمد                  | بارگذاری تصویر | سدهٔ ۵ - ۱۰ ه‍.ق          | شمال روستای آزادوار ۳۶°۴۵′۱۱٫۵″ شمالی ۵۶°۴۳′۲۵٫۷″ شرقی / ۳۶٫۷۵۳۱۹۴°شمالی ۵۶٫۷۲۳۸۰۶°شرقی                      | ۱۱۰۲۱     | ۱۷ مرداد ۱۳۸۳ | [ ۱۹ ] |
| ۵ | محوطه اطراف مسجد خسروشیر      | بارگذاری تصویر | دورهٔ ایلخانی - تیموری  | شمال روستای خسروشیر ۳۶°۴۷′۲۵٫۴″ شمالی ۵۷°۱۰′۸٫۰″ شرقی / ۳۶٫۷۹۰۳۸۹°شمالی ۵۷٫۱۶۸۸۸۹°شرقی                       | ۱۱۷۷۵     | ۴ خرداد ۱۳۸۴  | [ ۲۰ ] |
| ۶ | تپه دستوران                   | بارگذاری تصویر | سدهٔ ۶ - ۹ ه‍.ق           | شمال روستای دستوران                                                                                          | ۱۳۱۵۶     | ۲۲ مرداد ۱۳۸۴ | [ ۲۱ ] |
| ۷ | تپه امامزاده شفیع‌آباد         | بارگذاری تصویر | هزارهٔ اول پیش از میلاد | دهستان پایین‌جوین                                                                                             | ۲۸۱۱۷     | ۱ آذر ۱۳۸۸    | [ ۲۲ ] |
| ۸ | برج مقبره ریواده              | بارگذاری تصویر | دورهٔ ایلخانی           | مرکز روستای ریواده                                                                                           | ۳۰۲۸۹     | ۲۴ خرداد ۱۳۹۰ | [ ۲۲ ] |

### شهرستان جوین
| #  | نام اثر                 | نگاره          | دیرینگی                     | موقعیت | شمارهٔ ثبت | تاریخ ثبت      | منبع   |
| -- | ----------------------- | -------------- | --------------------------- | --- | --------- | -------------- | ------ |
| ۱  | آرامگاه خواجه نجم‌الدین  | بارگذاری تصویر | دورهٔ ایلخانی                | روستای زیرآباد ۳۶°۴۵′۵۹٫۶″ شمالی ۵۷°۱۸′۲۴٫۹″ شرقی / ۳۶٫۷۶۶۵۵۶°شمالی ۵۷٫۳۰۶۹۱۷°شرقی                                | ۲۰۲۲      | ۶ خرداد ۱۳۷۷   | [ ۲۳ ] |
| ۲  | شهر آق قلعه             |                | دورهٔ ایلخانی                | غرب شهر نقاب ۳۶°۴۳′۱۲٫۵″ شمالی ۵۷°۲۲′۴۲٫۳″ شرقی / ۳۶٫۷۲۰۱۳۹°شمالی ۵۷٫۳۷۸۴۱۷°شرقی                                  | ۲۰۳۳      | ۳۰ خرداد ۱۳۷۷  | [ ۲۴ ] |
| ۳  | محوطه بیجرد             | بارگذاری تصویر | سدهٔ ۵ - ۹ ه‍.ق                | روستای بیسجرد | ۴۰۳۷      | ۱۰ مهر ۱۳۸۰    | [ ۲۵ ] |
| ۴  | آرامگاه هفت معصوم       | بارگذاری تصویر | دورهٔ تیموری                 | روستای کروژده ۳۶°۴۱′۵۹٫۶″ شمالی ۵۷°۲۷′۷٫۵″ شرقی / ۳۶٫۶۹۹۸۸۹°شمالی ۵۷٫۴۵۲۰۸۳°شرقی                                  | ۴۰۳۸      | ۱۰ مهر ۱۳۸۰    | [ ۲۶ ] |
| ۵  | محوطه بحرآباد           | بارگذاری تصویر | سدهٔ ۴ - ۹ ه‍.ق                | کنار روستای بحرآباد                                                                                               | ۸۹۶۳      | ۱۰ خرداد ۱۳۸۲  | [ ۲۷ ] |
| ۶  | آرامگاه سعدالدین حموی   | بارگذاری تصویر | دوران‌های تاریخی پس از اسلام | روستای بحرآباد ۳۶°۴۵′۳۵٫۸″ شمالی ۵۷°۱۶′۱٫۶″ شرقی / ۳۶٫۷۵۹۹۴۴°شمالی ۵۷٫۲۶۷۱۱۱°شرقی                                 | ۹۲۳۹      | ۲۴ تیر ۱۳۸۲    | [ ۲۸ ] |
| ۷  | آرامگاه معین‌الدین جوینی | بارگذاری تصویر | دورهٔ صفوی - قاجار           | یک کیلومتری شمال روستای انداده ۳۶°۴۶′۲۸٫۳″ شمالی ۵۷°۱۳′۴۷٫۰″ شرقی / ۳۶٫۷۷۴۵۲۸°شمالی ۵۷٫۲۲۹۷۲۲°شرقی                | ۱۱۱۲۷     | ۱۶ شهریور ۱۳۸۳ | [ ۲۹ ] |
| ۸  | محوطه سیرغان            | بارگذاری تصویر | سدهٔ ۵ - ۶ ه‍.ق - دورهٔ صفوی    | شمال روستای سیرغان                                                                                                | ۱۵۲۲۹     | ۲۴ اسفند ۱۳۸۴  | [ ۳۰ ] |
| ۹  | امامزاده قاسم           | بارگذاری تصویر | دورهٔ ایلخانی - تیموری       | شمال روستای سیرغان ۳۶°۴۵′۲۳٫۳″ شمالی ۵۷°۲۱′۱۳٫۲″ شرقی / ۳۶٫۷۵۶۴۷۲°شمالی ۵۷٫۳۵۳۶۶۷°شرقی                            | ۱۵۲۵۳     | ۲۴ اسفند ۱۳۸۴  | [ ۳۱ ] |
| ۱۰ | نارنج تپه               | بارگذاری تصویر | دورهٔ سلجوقی                 | روستای انداده | ۲۴۹۷۵     | ۱۸ اسفند ۱۳۸۷  | [ ۳۲ ] |
| ۱۱ | محوطه قوش تپه           | بارگذاری تصویر | تاریخی                      | ۴۰۰ متری جنوب‌شرقی بیمارستان قمر بنی هاشم نقاب ۳۶°۳۹′۵۷٫۹″ شمالی ۵۷°۲۵′۳۹٫۵″ شرقی / ۳۶٫۶۶۶۰۸۳°شمالی ۵۷٫۴۲۷۶۳۹°شرقی | ۳۰۴۸۱     | ۸ دی ۱۳۹۰      | [ ۳۲ ] |
| ۱۲ | تپه ابراهیم‌آباد         | بارگذاری تصویر | تاریخی (دورهٔ ساسانی)        | بخش عطاملک | ۳۰۹۵۴     | ۱۸ شهریور ۱۳۹۱ | [ ۳۲ ] |
| —  | ایستگاه راه‌آهن نقاب     | بارگذاری تصویر | دورهٔ پهلوی                  | بخش مرکزی | ۳۲۸۴۰     | ۱۳۹۹           | [ ۳۳ ] |

### شهرستان چناران
| #  | نام اثر              | نگاره          | دیرینگی                              | موقعیت | شمارهٔ ثبت | تاریخ ثبت     | منبع   |
| -- | -------------------- | -------------- | ------------------------------------ | --- | --------- | ------------- | ------ |
| ۱  | میل رادکان شرقی      |                | سدهٔ ۸ ه‍.ق                             | شهر رادکان ۳۶°۴۶′۳۴٫۵″ شمالی ۵۹°۱′۵۲٫۵″ شرقی / ۳۶٫۷۷۶۲۵۰°شمالی ۵۹٫۰۳۱۲۵۰°شرقی                                                         | ۱۴۶       | ۱۵ دی ۱۳۱۰    | [ ۸ ]  |
| ۲  | بند اخلمد            |                | دوران‌های تاریخی پس از اسلام          | ۵ کیلومتری شمال روستای اخلمد ۳۶°۳۸′۱۵٫۳″ شمالی ۵۸°۵۸′۸٫۰″ شرقی / ۳۶٫۶۳۷۵۸۳°شمالی ۵۸٫۹۶۸۸۸۹°شرقی                                       | ۴۰۳۴      | ۱۰ مهر ۱۳۸۰   | [ ۳۴ ] |
| ۳  | رباط سیدآباد         |                | دورهٔ صفوی                            | مجاور روستای سیدآباد ۳۶°۴۴′۲۶٫۸″ شمالی ۵۸°۵۷′۳۰٫۲″ شرقی / ۳۶٫۷۴۰۷۷۸°شمالی ۵۸٫۹۵۸۳۸۹°شرقی                                              | ۴۴۶۲      | ۵ آذر ۱۳۸۰    | [ ۳۵ ] |
| ۴  | تپه قیاس‌آباد         |                | پیشاتاریخ                            | روستای قیاس‌آباد ۳۶°۴۶′۲۲″ شمالی ۵۹°۲′۲۹″ شرقی / ۳۶٫۷۷۲۷۸°شمالی ۵۹٫۰۴۱۳۹°شرقی                                                          | ۶۶۵۷      | ۱۰ دی ۱۳۸۱    | [ ۳۶ ] |
| ۵  | مسجد جامع رادکان     |                | اواخر دورهٔ ایلخانی - اوایل دورهٔ صفوی | شهر رادکان ۳۶°۴۸′۷٫۳″ شمالی ۵۹°۰′۴۰٫۹″ شرقی / ۳۶٫۸۰۲۰۲۸°شمالی ۵۹٫۰۱۱۳۶۱°شرقی                                                          | ۶۶۵۸      | ۱۰ دی ۱۳۸۱    | [ ۳۷ ] |
| ۶  | تپه چناران           | بارگذاری تصویر | هزارهٔ پنجم و سوم پیش از میلاد        | شهر چناران - خیابان امام خمینی، میدان امام حسین، کوچه ده دی، انتهای کوچه ۳۶°۳۹′۳۴″ شمالی ۵۹°۶′۱۴″ شرقی / ۳۶٫۶۵۹۴۴°شمالی ۵۹٫۱۰۳۸۹°شرقی | ۹۲۴۳      | ۲۴ تیر ۱۳۸۲   | [ ۳۸ ] |
| ۷  | خرابه‌های قلعه قوری   |                | دورهٔ سلجوقی - ایلخانی                | شهر رادکان ۳۶°۴۶′۴۷″ شمالی ۵۹°۰′۴۸″ شرقی / ۳۶٫۷۷۹۷۲°شمالی ۵۹٫۰۱۳۳۳°شرقی                                                               | ۲۰۵۷۸     | ۲۶ دی ۱۳۸۶    | [ ۳۹ ] |
| ۸  | آرامگاه خواجه رادکان | بارگذاری تصویر | دورهٔ صفوی                            | یک کیلومتری جنوب‌غربی شهر رادکان ۳۶°۴۷′۴٫۳″ شمالی ۵۸°۵۹′۵۳٫۶″ شرقی / ۳۶٫۷۸۴۵۲۸°شمالی ۵۸٫۹۹۸۲۲۲°شرقی                                    | ۲۲۲۹۱     | ۲۷ اسفند ۱۳۸۶ | [ ۴۰ ] |
| ۹  | حمام رادکان          |                | اوایل دورهٔ قاجار                     | مجاور شهر رادکان ۳۶°۴۸′۶٫۸″ شمالی ۵۹°۰′۴۵٫۷″ شرقی / ۳۶٫۸۰۱۸۸۹°شمالی ۵۹٫۰۱۲۶۹۴°شرقی                                                    | ۲۲۲۹۹     | ۲۷ اسفند ۱۳۸۶ | [ ۴۱ ] |
| ۱۰ | تپه سیدآباد          | بارگذاری تصویر | سدهٔ ۳ تا ۷ ه‍.ق                        | ۱۸۰ متری جنوب‌غربی روستای سیدآباد ۳۶°۴۴′۲″ شمالی ۵۸°۵۵′۵۶″ شرقی / ۳۶٫۷۳۳۸۹°شمالی ۵۸٫۹۳۲۲۲°شرقی                                         | ۲۴۹۷۷     | ۱۸ اسفند ۱۳۸۷ | [ ۴۲ ] |
| —  | مسجد گاه             | بارگذاری تصویر | اواخر دورهٔ صفوی                      | روستای گاه | ۳۳۳۷۴     | ۱۳ اسفند ۱۳۹۹ | [ ۴۳ ] |
| —  | مزار خواجه عبدالرزاق | بارگذاری تصویر | دوران‌های تاریخی پس از اسلام          | ۳۵۰ متری شمال‌شرقی روستای گاه | ۳۳۳۷۶     | ۱۴۰۰          | [ ۴۴ ] |

### شهرستان خلیل‌آباد
| #  | نام اثر            | نگاره | دیرینگی          | موقعیت | شمارهٔ ثبت | تاریخ ثبت     | منبع   |
| -- | ------------------ | ----- | ---------------- | --- | --------- | ------------- | ------ |
| ۱  | گرمابه بهشتی       |       | دورهٔ پهلوی       | شهر خلیل‌آباد - خیابان امام، نرسیده به میدان صاحب الزمان (مرکزی)، ضلع شمالی مسجد جامع ۳۵°۱۵′۱۶٫۰″ شمالی ۵۸°۱۷′۱۰٫۵″ شرقی / ۳۵٫۲۵۴۴۴۴°شمالی ۵۸٫۲۸۶۲۵۰°شرقی | ۶۶۵۴      | ۱۰ دی ۱۳۸۱    | [ ۴۵ ] |
| ۲  | آب‌انبار کندر ۱     |       | پهلوی اول        | شهر کندر ۳۵°۱۲′۴۲٫۷″ شمالی ۵۸°۹′۱٫۲″ شرقی / ۳۵٫۲۱۱۸۶۱°شمالی ۵۸٫۱۵۰۳۳۳°شرقی                                                                               | ۱۳۳۷۷     | ۲۵ مرداد ۱۳۸۴ | [ ۴۶ ] |
| ۳  | آب‌انبار کندر ۲     |       | پهلوی اول        | شهر کندر ۳۵°۱۲′۲۸٫۷″ شمالی ۵۸°۸′۵۸٫۰″ شرقی / ۳۵٫۲۰۷۹۷۲°شمالی ۵۸٫۱۴۹۴۴۴°شرقی                                                                              | ۱۳۳۰۶     | ۲۲ مرداد ۱۳۸۴ | [ ۴۷ ] |
| ۴  | امامزاده سید حسن   |       | دورهٔ قاجار       | روستای میرآباد ۳۵°۱۰′۴۶٫۲″ شمالی ۵۸°۱۹′۳۷٫۰″ شرقی / ۳۵٫۱۷۹۵۰۰°شمالی ۵۸٫۳۲۶۹۴۴°شرقی                                                                       | ۱۳۱۶۵     | ۲۲ مرداد ۱۳۸۴ | [ ۴۸ ] |
| ۵  | قلعه کندر          |       | سدهٔ ۵ تا ۷ ه‍.ق    | شهر کندر ۳۵°۱۲′۳۲٫۳″ شمالی ۵۸°۹′۲٫۹″ شرقی / ۳۵٫۲۰۸۹۷۲°شمالی ۵۸٫۱۵۰۸۰۶°شرقی                                                                               | ۱۳۱۶۶     | ۲۲ مرداد ۱۳۸۴ | [ ۴۹ ] |
| ۶  | امامزاده سید قاسم  |       | اواخر دورهٔ قاجار | روستای ارغا ۳۵°۱۲′۳۲٫۳″ شمالی ۵۸°۹′۲٫۹″ شرقی / ۳۵٫۲۰۸۹۷۲°شمالی ۵۸٫۱۵۰۸۰۶°شرقی                                                                            | ۱۳۱۶۸     | ۲۲ مرداد ۱۳۸۴ | [ ۵۰ ] |
| ۷  | قدمگاه حضرت علی    |       | دورهٔ قاجار       | روستای دهنو ۳۵°۱۵′۳٫۵″ شمالی ۵۸°۱۸′۷٫۲″ شرقی / ۳۵٫۲۵۰۹۷۲°شمالی ۵۸٫۳۰۲۰۰۰°شرقی                                                                            | ۱۳۱۶۷     | ۲۲ مرداد ۱۳۸۴ | [ ۵۱ ] |
| ۸  | حوض چهل پایه       |       | اوایل دورهٔ پهلوی | شهر کندر ۳۵°۱۲′۴۰٫۵″ شمالی ۵۸°۹′۰٫۵″ شرقی / ۳۵٫۲۱۱۲۵۰°شمالی ۵۸٫۱۵۰۱۳۹°شرقی                                                                               | ۱۴۰۰۵     | ۹ بهمن ۱۳۸۴   | [ ۵۲ ] |
| ۹  | مسجد جامع سعدالدین |       | اواسط دورهٔ قاجار | روستای سعدالدین ۳۵°۱′۲۲٫۴″ شمالی ۵۸°۶′۵۱٫۳″ شرقی / ۳۵٫۰۲۲۸۸۹°شمالی ۵۸٫۱۱۴۲۵۰°شرقی                                                                        | ۱۹۱۲۱     | ۳ خرداد ۱۳۸۶  | [ ۵۳ ] |
| ۱۰ | مسجد جامع خلیل‌آباد |       | اوایل دورهٔ پهلوی | شهر خلیل‌آباد - میدان صاحب الزمان (مرکزی)، خیابان امام خمینی، نبش امام خمینی ۲ ۳۵°۱۵′۱۵″ شمالی ۵۸°۱۷′۹″ شرقی / ۳۵٫۲۵۴۱۷°شمالی ۵۸٫۲۸۵۸۳°شرقی               | ۲۲۲۴۰     | ۳ خرداد ۱۳۸۶  | [ ۵۴ ] |
| ۱۱ | یخدان گلی          |       | دورهٔ قاجار       | شهر خلیل‌آباد - خیابان شهید باهنر، باهنر ۱۵، کوچه شهید محمود فرحپور طاهری ۳۵°۱۵′۳۱٫۹″ شمالی ۵۸°۱۷′۲۲٫۸″ شرقی / ۳۵٫۲۵۸۸۶۱°شمالی ۵۸٫۲۸۹۶۶۷°شرقی             | ۳۰۳۶۳     | ۱۳۹۰          | [ ۵۵ ] |

### شهرستان خوشاب
| #  | نام اثر                    | نگاره          | دیرینگی             | موقعیت                                                                                             | شمارهٔ ثبت | تاریخ ثبت      | منبع   |
| -- | -------------------------- | -------------- | ------------------- | -------------------------------------------------------------------------------------------------- | --------- | -------------- | ------ |
| ۱  | سردابه یام                 | بارگذاری تصویر | اواخر سدهٔ ۷ ه‍.ق      | کنار روستای یام                                                                                    | ۱۸۱۵      | ۲۵ آذر ۱۳۷۵    | [ ۵۶ ] |
| ۲  | آرامگاه گل‌گنبد             | بارگذاری تصویر | سدهٔ ۷ ه‍.ق            | روستای گل گنبد ۳۶°۳۸′۱۹٫۵″ شمالی ۵۸°۹′۵۴٫۵″ شرقی / ۳۶٫۶۳۸۷۵۰°شمالی ۵۸٫۱۶۵۱۳۹°شرقی                  | ۴۸۱۴      | ۱۹ اسفند ۱۳۸۰  | [ ۵۷ ] |
| ۳  | مجموعه بابا لنگر           |                | دورهٔ سلجوقی - قاجار | مجاور روستای بابالنگر ۳۶°۴۲′۲٫۴″ شمالی ۵۸°۷′۲۶٫۰″ شرقی / ۳۶٫۷۰۰۶۶۷°شمالی ۵۸٫۱۲۳۸۸۹°شرقی            | ۴۴۶۳      | ۵ آذر ۱۳۸۰     | [ ۵۸ ] |
| ۴  | سردابه‌های مجموعه بابا لنگر |                | سدهٔ ۷ ه‍.ق            | مجاور روستای بابالنگر                                                                              | ۱۰۸۹۹     | ۲ بهمن ۱۳۸۲    | [ ۵۹ ] |
| ۵  | آرامگاه میرمطهر            |                | سدهٔ ۷ ه‍.ق            | مجاور روستای بابالنگر ۳۶°۴۲′۲٫۲″ شمالی ۵۸°۷′۲۵٫۷″ شرقی / ۳۶٫۷۰۰۶۱۱°شمالی ۵۸٫۱۲۳۸۰۶°شرقی            | ۱۰۹۰۰     | ۲ بهمن ۱۳۸۲    | [ ۶۰ ] |
| ۶  | آرامگاه باباحاج توکل       |                | سدهٔ ۷ ه‍.ق            | روستای بابالنگر ۳۶°۴۲′۲٫۷″ شمالی ۵۸°۷′۲۶٫۱″ شرقی / ۳۶٫۷۰۰۷۵۰°شمالی ۵۸٫۱۲۳۹۱۷°شرقی                  | ۱۰۹۰۱     | ۲۷ بهمن ۱۳۸۲   | [ ۶۱ ] |
| ۷  | حمام بابا لنگر             | بارگذاری تصویر | سدهٔ ۸ ه‍.ق            | روستای بابالنگر                                                                                    | ۱۰۹۰۲     | ۲۷ بهمن ۱۳۸۲   | [ ۶۲ ] |
| ۸  | ورودی آرامگاه بابا لنگر    |                | سدهٔ ۷ ه‍.ق            | روستای بابالنگر ۳۶°۴۲′۱٫۹″ شمالی ۵۸°۷′۲۶٫۲″ شرقی / ۳۶٫۷۰۰۵۲۸°شمالی ۵۸٫۱۲۳۹۴۴°شرقی                  | ۱۱۰۲۰     | ۱۷ مرداد ۱۳۸۳  | [ ۶۳ ] |
| ۹  | یخدان سلطان‌آباد            | بارگذاری تصویر | پهلوی اول           | شمال جاده ورودی به شهر سلطان‌آباد ۳۶°۲۴′۱۹٫۴″ شمالی ۵۸°۲′۳٫۸″ شرقی / ۳۶٫۴۰۵۳۸۹°شمالی ۵۸٫۰۳۴۳۸۹°شرقی | ۱۱۰۲۲     | ۱۷ مرداد ۱۳۸۳  | [ ۶۴ ] |
| ۱۰ | چهارطاقی میرمظفر           | بارگذاری تصویر | دورهٔ ساسانی         | روستای بابالنگر                                                                                    | ۱۱۷۷۴     | ۴ خرداد ۱۳۸۴   | [ ۶۵ ] |
| ۱۱ | تپه قصر مشکان              | بارگذاری تصویر | سدهٔ ۷ - ۹ ه‍.ق        | غرب شهر مشکان                                                                                      | ۱۱۰۶۵     | ۱۶ شهریور ۱۳۸۳ | [ ۶۶ ] |
| ۱۲ | دستکند زیرزمینی سلطان‌آباد  | بارگذاری تصویر | سدهٔ ۷ ه‍.ق            | شهر سلطان‌آباد                                                                                      | ۳۰۹۵۵     | ۱۸ شهریور ۱۳۹۱ | [ ۶۷ ] |

### شهرستان زاوه
| #  | نام اثر                    | نگاره          | دیرینگی                                 | موقعیت                                                                                               | شمارهٔ ثبت | تاریخ ثبت      | منبع   |
| -- | -------------------------- | -------------- | --------------------------------------- | --- | --------- | -------------- | ------ |
| ۱  | آرامگاه سلطان سلیمان       |                | دورهٔ صفوی                               | روستای سلطان سلیمان ۳۵°۱۸′۳٫۳″ شمالی ۵۹°۵۳′۳۳٫۷″ شرقی / ۳۵٫۳۰۰۹۱۷°شمالی ۵۹٫۸۹۲۶۹۴°شرقی               | ۱۸۱۳      | ۲۵ آذر ۱۳۷۵    | [ ۶۸ ] |
| ۲  | محوطه چخماق                |                | دوران‌های تاریخی پس از اسلام             | روستای چخماق                                                                                         | ۱۱۶۵۵     | ۲۴ اسفند ۱۳۸۳  | [ ۶۹ ] |
| ۳  | تپه پیرمراد                | بارگذاری تصویر | دوران‌های تاریخی پس از اسلام - سدهٔ ۱۰ ه‍.ق | جنوب‌غربی روستای رحمت‌آباد                                                                             | ۱۱۶۵۷     | ۲۴ اسفند ۱۳۸۳  | [ ۷۰ ] |
| ۴  | حمام قدیمی نجف خان         | بارگذاری تصویر | سدهٔ ۱۱ ه‍.ق                               | بافت قدیم شهر دولت‌آباد، خیابان مسجد جامع                                                             | ۱۱۶۵۸     | ۲۴ اسفند ۱۳۸۳  | [ ۷۱ ] |
| ۵  | مسجد نجف خان دولت‌آباد      | بارگذاری تصویر | دورهٔ افشار                              | سمت جنوب شهر دولت‌آباد                                                                                | ۱۱۹۱۰     | ۵ تیر ۱۳۸۴     | [ ۷۲ ] |
| ۶  | آب‌انبار نجف خان            | بارگذاری تصویر | سدهٔ ۱۲ ه‍.ق - دورهٔ افشار                  | شهر دولت‌آباد - خیابان شهید رجایی، روبه‌روی مسجد نجف خان                                               | ۱۳۸۶۱     | ۲۵ آبان ۱۳۸۴   | [ ۷۳ ] |
| ۷  | مزار سید حسن               | بارگذاری تصویر | دورهٔ صفوی                               | ۲ کیلومتری جنوب‌غربی روستای سهل‌آباد                                                                   | ۱۴۳۷۱     | ۱۶ اسفند ۱۳۸۴  | [ ۷۴ ] |
| ۸  | مزار سلطان ابراهیم         | بارگذاری تصویر | دورهٔ قاجار                              | ۱/۵ کیلومتری غرب روستای رحمت‌آباد ۳۵°۲۱′۴۶٫۵″ شمالی ۵۹°۴۹′۲۵٫۸″ شرقی / ۳۵٫۳۶۲۹۱۷°شمالی ۵۹٫۸۲۳۸۳۳°شرقی | ۱۵۲۴۱     | ۲۴ اسفند ۱۳۸۴  | [ ۷۵ ] |
| ۹  | خانه آخوند ملا عباس        | بارگذاری تصویر | اواخر دورهٔ قاجار                        | روستای کاریزک ناگهانی، خیابان آخوند ملا عباس، روبه‌روی مسجد صاحب الزمان                               | ۱۹۱۹۲     | ۳ خرداد ۱۳۸۶   | [ ۷۶ ] |
| ۱۰ | تپه زاوه                   | بارگذاری تصویر | سدهٔ ۵ - ۷ ه‍.ق                            | یک کیلومتری شرق روستای زاوه                                                                          | ۲۴۹۹۸     | ۱۸ اسفند ۱۳۸۷  | [ ۷۷ ] |
| ۱۱ | تپه دیز                    | بارگذاری تصویر | سده‌های اولیه اسلامی                     | — | ۲۹۵۳۲     | ۹ آذر ۱۳۸۹     | [ ۷۸ ] |
| ۱۲ | تپه آسیاب                  | بارگذاری تصویر | تاریخی                                  | — | ۳۰۴۷۵     | ۸ دی ۱۳۹۰      | [ ۷۸ ] |
| ۱۳ | محوطه و قلعه تاریخی ارغوان | بارگذاری تصویر | دورهٔ ساسانی - سدهٔ ۱ ه‍.ق - دورهٔ قاجار     | — | ۳۰۴۷۶     | ۸ دی ۱۳۹۰      | [ ۷۸ ] |
| ۱۴ | تپه کال صبی                | بارگذاری تصویر | تاریخی - سده‌های اولیه اسلامی            | دهستان زاوه                                                                                          | ۳۰۹۶۴     | ۱۸ شهریور ۱۳۹۱ | [ ۷۸ ] |
| —  | گور پایین فیروزآباد        | بارگذاری تصویر | —                                       | — | ۳۳۳۰۵     | ۱۴۰۰           | [ ۷۹ ] |
| —  | تپه زمان‌آباد               | بارگذاری تصویر | —                                       | — | ۳۳۳۴۱     | ۱۴۰۰           | [ ۷۹ ] |
| —  | تپه درخت سرو سرخی          | بارگذاری تصویر | —                                       | — | ۳۳۳۴۲     | ۱۴۰۰           | [ ۷۹ ] |

### شهرستان ششتمد
| # | نام اثر                      | نگاره          | دیرینگی                       | موقعیت                                                                              | شمارهٔ ثبت | تاریخ ثبت     | منبع   |
| - | ---------------------------- | -------------- | ----------------------------- | ----------------------------------------------------------------------------------- | --------- | ------------- | ------ |
| ۱ | آرامگاه ابوالحسن زید بیهقی   |                | معاصر                         | غرب شهر ششتمد ۳۵°۵۷′۴۰٫۸″ شمالی ۵۷°۴۵′۵۰٫۴″ شرقی / ۳۵٫۹۶۱۳۳۳°شمالی ۵۷٫۷۶۴۰۰۰°شرقی   | ۲۶۰۱      | ۲۵ اسفند ۱۳۷۸ | [ ۸۰ ] |
| ۲ | تپه قلعه‌میدان                | بارگذاری تصویر | دورهٔ اشکانی - ساسانی          | ۵/۱ کیلومتری روستای قلعه‌میدان                                                       | ۲۹۰۱      | ۵ آذر ۱۳۷۹    | [ ۸۱ ] |
| ۳ | تپه طلایی شامکان             | بارگذاری تصویر | سدهٔ ۴ تا ۱۱ ه‍.ق                | روستای شامکان                                                                       | ۳۱۰۰      | ۲۵ اسفند ۱۳۷۹ | [ ۸۲ ] |
| ۴ | قلعه جغته                    | بارگذاری تصویر | دورهٔ صفوی                     | روستای سرمزار                                                                       | ۶۸۶۸      | ۱۰ دی ۱۳۸۱    | [ ۸۳ ] |
| ۵ | آرامگاه امامزاده یحیی بن زید |                | دورهٔ قاجار - معاصر            | روستای عزیزآباد ۳۵°۵۴′۴۰٫۱″ شمالی ۵۷°۵۰′۱۶٫۰″ شرقی / ۳۵٫۹۱۱۱۳۹°شمالی ۵۷٫۸۳۷۷۷۸°شرقی | ۸۷۲۹      | ۱۰ خرداد ۱۳۸۲ | [ ۸۴ ] |
| ۶ | تپه برازق ۱                  | بارگذاری تصویر | هزارهٔ اول پیش از میلاد        | روستای برازق                                                                        | ۹۵۸۹      | ۲۷ مرداد ۱۳۸۲ | [ ۸۵ ] |
| ۷ | تپه برازق ۲                  | بارگذاری تصویر | هزارهٔ دوم تا اول پیش از میلاد | روستای برازق                                                                        | ۹۵۹۰      | ۲۷ مرداد ۱۳۸۲ | [ ۸۶ ] |
| ۸ | قلعه کهنه ششتمد              | بارگذاری تصویر | سدهٔ ۷ تا ۱۰ ه‍.ق                | شهر ششتمد - ۲۰۰ متری شمال‌غربی آرامگاه ابوالحسن زید بیهقی                            | ۱۳۳۰۳     | ۲۲ مرداد ۱۳۸۴ | [ ۸۷ ] |
| ۹ | محوطه اشتر                   | بارگذاری تصویر | دورهٔ سلجوقی - صفوی            | دهستان بیهق - ۵۰ متری شمال روستای اشتر                                              | ۱۳۳۰۴     | ۲۲ مرداد ۱۳۸۴ | [ ۸۸ ] |

### شهرستان صالح‌آباد
| #  | نام اثر                        | نگاره          | دیرینگی                               | موقعیت                                                                                           | شمارهٔ ثبت | تاریخ ثبت     | منبع    |
| -- | ------------------------------ | -------------- | ------------------------------------- | ------------------------------------------------------------------------------------------------ | --------- | ------------- | ------- |
| ۱  | تپه طلائی شورستان              | بارگذاری تصویر | دوران‌های تاریخی پس از اسلام           | روستای شورآباد ۳۵°۴۳′۳۱″ شمالی ۶۱°۱′۵۴″ شرقی / ۳۵٫۷۲۵۲۸°شمالی ۶۱٫۰۳۱۶۷°شرقی                      | ۲۶۴۸      | ۲۵ اسفند ۱۳۷۸ | [ ۸۹ ]  |
| ۲  | تپه شماره ۱ گرماب سفلی         | بارگذاری تصویر | تاریخی                                | روستای گرماب سفلی                                                                                | ۳۵۱۷      | ۲۵ اسفند ۱۳۷۹ | [ ۹۰ ]  |
| ۳  | تپه قوشه توت                   | بارگذاری تصویر | پیشاتاریخ - تاریخی                    | روستای قشه توت                                                                                   | ۹۲۴۴      | ۲۴ تیر ۱۳۸۲   | [ ۹۱ ]  |
| ۴  | تپه گوش لاغر                   | بارگذاری تصویر | پیشاتاریخ - تاریخی                    | روستای گوش لاغر                                                                                  | ۹۵۹۸      | ۲۷ مرداد ۱۳۸۲ | [ ۹۲ ]  |
| ۵  | تپه فیض‌آباد                    | بارگذاری تصویر | تاریخی                                | روستای فیض‌آباد                                                                                   | ۹۶۰۱      | ۲۷ مرداد ۱۳۸۲ | [ ۹۳ ]  |
| ۶  | محوطه و بقایای قلعه کاریزدیوان | بارگذاری تصویر | سده‌های اولیه اسلامی تا سدهٔ ۱۰ ه‍.ق      | ۳ کیلومتری جنوب شهر صالح‌آباد ۳۵°۴۰′۱۸″ شمالی ۶۱°۳′۴۲″ شرقی / ۳۵٫۶۷۱۶۷°شمالی ۶۱٫۰۶۱۶۷°شرقی        | ۹۶۰۴      | ۲۷ مرداد ۱۳۸۲ | [ ۹۴ ]  |
| ۷  | تپه دهنه سیزاد                 | بارگذاری تصویر | سدهٔ ۴ تا ۷ ه‍.ق                         | یک کیلومتری شرق روستای جعفریه                                                                    | ۱۴۳۰۵     | ۱۶ اسفند ۱۳۸۴ | [ ۹۵ ]  |
| ۸  | تپه ارگ جهان‌آباد               | بارگذاری تصویر | اوایل دورهٔ اسلامی                     | ۲۰۰ متری غرب روستای جهان‌آباد                                                                     | ۱۴۳۰۷     | ۱۶ اسفند ۱۳۸۴ | [ ۹۶ ]  |
| ۹  | تپه چاه معدن                   | بارگذاری تصویر | تاریخی - سده‌های متأخر اسلامی          | ۱/۵ کیلومتری جنوب‌شرقی روستای جعفریه                                                              | ۱۴۳۱۰     | ۱۶ اسفند ۱۳۸۴ | [ ۹۷ ]  |
| ۱۰ | تپه سراب                       | بارگذاری تصویر | هزارهٔ دوم و اول پیش از میلاد - اسلامی | غرب روستای سراب                                                                                  | ۱۵۲۳۱     | ۲۴ اسفند ۱۳۸۴ | [ ۹۸ ]  |
| ۱۱ | قلعه زورآباد                   |                | دورهٔ صفوی - قاجار                     | یک کیلومتری شمال شهر صالح‌آباد ۳۵°۴۲′۲۶٫۴″ شمالی ۶۱°۵′۳۹٫۵″ شرقی / ۳۵٫۷۰۷۳۳۳°شمالی ۶۱٫۰۹۴۳۰۶°شرقی | ۱۵۲۳۲     | ۲۴ اسفند ۱۳۸۴ | [ ۹۹ ]  |
| ۱۲ | پاسگاه جنت‌آباد                 | بارگذاری تصویر | پهلوی اول                             | ضلع شمال‌غربی روستای جنت‌آباد                                                                      | ۱۵۲۵۱     | ۲۴ اسفند ۱۳۸۴ | [ ۱۰۰ ] |
| ۱۳ | تپه گنج‌آباد                    | بارگذاری تصویر | سدهٔ ۳ تا ۹ ه‍.ق                         | یک کیلومتری شرق روستای جهان‌آباد                                                                  | ۱۵۸۷۴     | ۲۴ مرداد ۱۳۸۵ | [ ۱۰۱ ] |
| ۱۴ | قلعه قنقر                      | بارگذاری تصویر | سدهٔ ۵ تا ۶ ه‍.ق                         | جنوب‌غربی روستای جعفریه ۳۵°۳۷′۳۵″ شمالی ۶۰°۵۴′۱۳″ شرقی / ۳۵٫۶۲۶۳۹°شمالی ۶۰٫۹۰۳۶۱°شرقی             | ۱۶۳۲۲     | ۲۴ آبان ۱۳۸۵  | [ ۱۰۲ ] |
| —  | ساختمان پاسگاه سه‌گوش خطایی     | بارگذاری تصویر | پهلوی اول                             | بخش جنت‌آباد                                                                                      | ۳۳۳۶۸     | ۱۴۰۰          | [ ۱۰۳ ] |

### شهرستان کوهسرخ
| # | نام اثر           | نگاره | دیرینگی                | موقعیت | شمارهٔ ثبت | تاریخ ثبت     | منبع    |
| - | ----------------- | ----- | ---------------------- | --- | --------- | ------------- | ------- |
| ۱ | سد شاهی           |       | سدهٔ ۷ ه‍.ق               | ۹/۵ کیلومتری جنوب‌غربی روستای کریز ۳۵°۲۴′۵۷٫۴″ شمالی ۵۸°۱۳′۴۹٫۱″ شرقی / ۳۵٫۴۱۵۹۴۴°شمالی ۵۸٫۲۳۰۳۰۶°شرقی                      | ۱۰۴۵۸     | ۲ آبان ۱۳۸۲   | [ ۱۰۴ ] |
| ۲ | مزار پشت پنجه پسر |       | سدهٔ ۱۲ - ۱۳ ه‍.ق         | ۱۵ کیلومتری شمال روستای اوندر (روستای متروکهٔ پشت پنجه) ۳۵°۳۹′۱۱″ شمالی ۵۸°۲۵′۱۹″ شرقی / ۳۵٫۶۵۳۰۶°شمالی ۵۸٫۴۲۱۹۴°شرقی       | ۱۳۱۸۱     | ۲۲ مرداد ۱۳۸۴ | [ ۱۰۵ ] |
| ۳ | مزار پشت پنجه پدر |       | اواخر دورهٔ صفوی        | ۱۵ کیلومتری شمال روستای اوندر (روستای متروکهٔ پشت پنجه) ۳۵°۳۹′۱۵٫۴″ شمالی ۵۸°۲۵′۲۰٫۷″ شرقی / ۳۵٫۶۵۴۲۷۸°شمالی ۵۸٫۴۲۲۴۱۷°شرقی | ۱۳۱۸۴     | ۲۲ مرداد ۱۳۸۴ | [ ۱۰۶ ] |
| ۴ | حمام بند قراء     |       | دورهٔ قاجار             | روستای بند قراء ۳۵°۳۰′۲۲٫۱″ شمالی ۵۸°۱۲′۴۳٫۷″ شرقی / ۳۵٫۵۰۶۱۳۹°شمالی ۵۸٫۲۱۲۱۳۹°شرقی                                        | ۱۳۱۸۳     | ۲۲ مرداد ۱۳۸۴ | [ ۱۰۷ ] |
| ۵ | گورستان نامق      |       | دورهٔ صفوی              | شرق روستای نامق ۳۵°۲۴′۳۶″ شمالی ۵۸°۴۵′۵۵″ شرقی / ۳۵٫۴۱۰۰۰°شمالی ۵۸٫۷۶۵۲۸°شرقی                                              | ۱۳۱۸۸     | ۲۲ مرداد ۱۳۸۴ | [ ۱۰۸ ] |
| ۶ | تپه پشت پشته      |       | هزارهٔ اول پیش از میلاد | ۳ کیلومتری شرق روستای بند قراء ۳۵°۲۹′۴۴″ شمالی ۵۸°۱۴′۶″ شرقی / ۳۵٫۴۹۵۵۶°شمالی ۵۸٫۲۳۵۰۰°شرقی                                | ۱۳۱۸۹     | ۲۲ مرداد ۱۳۸۴ | [ ۱۰۹ ] |

### شهرستان گلبهار
| # | نام اثر                      | نگاره          | دیرینگی       | موقعیت | شمارهٔ ثبت | تاریخ ثبت      | منبع    |
| - | ---------------------------- | -------------- | ------------- | --- | --------- | -------------- | ------- |
| ۱ | آرامگاه عبدالرحمان گهواره‌گر  |                | سدهٔ ۹ - ۱۰ ه‍.ق | روستای نوزاد ۳۶°۲۹′۱٫۰″ شمالی ۵۹°۸′۱۰٫۷″ شرقی / ۳۶٫۴۸۳۶۱۱°شمالی ۵۹٫۱۳۶۳۰۶°شرقی                                                | ۱۸۱۲      | ۲۵ آذر ۱۳۷۵    | [ ۱۱۰ ] |
| ۲ | بلغورخانه مزار شیخ عبدالرحمن | بارگذاری تصویر | دورهٔ صفوی     | روستای نوزاد، ۳۰ متری شمال‌شرقی آرامگاه عبدالرحمان گهواره گر ۳۶°۲۹′۱٫۸″ شمالی ۵۹°۸′۱۲٫۵″ شرقی / ۳۶٫۴۸۳۸۳۳°شمالی ۵۹٫۱۳۶۸۰۶°شرقی | ۱۱۹۰۶     | ۵ تیر ۱۳۸۴     | [ ۱۱۱ ] |
| ۳ | حسینیه قدیمی گلمکان          |                | دورهٔ قاجار    | شهر گلمکان - مجاور میدان امام علی                                                                                             | ۱۲۸۶۶     | ۱۹ مرداد ۱۳۸۴  | [ ۱۱۲ ] |
| ۴ | برج قلعه اسجیل               |                | دورهٔ قاجار    | شرق روستای اسجیل ۳۶°۲۶′۵۷″ شمالی ۵۹°۹′۴۰″ شرقی / ۳۶٫۴۴۹۱۷°شمالی ۵۹٫۱۶۱۱۱°شرقی                                                 | ۱۹۷۴۱     | ۲۸ شهریور ۱۳۸۶ | [ ۱۱۳ ] |
| ۵ | پل چشمه گیلاس                |                | پهلوی اول     | ۲ کیلومتری جنوب روستای چشمه گیلاس ۳۶°۳۴′۸٫۱″ شمالی ۵۹°۲۰′۸٫۱″ شرقی / ۳۶٫۵۶۸۹۱۷°شمالی ۵۹٫۳۳۵۵۸۳°شرقی                           | ۲۲۲۸۸     | ۲۷ اسفند ۱۳۸۶  | [ ۱۱۴ ] |
| ۶ | تپه نخودک                    | بارگذاری تصویر | تاریخی        | ۵۰۰ متری شرق روستای سلمان‌آباد ۳۶°۲۷′۳۸″ شمالی ۵۹°۱۱′۳۵″ شرقی / ۳۶٫۴۶۰۵۶°شمالی ۵۹٫۱۹۳۰۶°شرقی                                   | ۲۲۳۰۰     | ۲۷ اسفند ۱۳۸۶  | [ ۱۱۵ ] |
| ۷ | تپه قلعه اسجیل               |                | سدهٔ ۳ - ۱۲ ه‍.ق | ۷۰۰ متری جنوب‌شرقی روستای اسجیل ۳۶°۲۶′۵۷″ شمالی ۵۹°۹′۴۰″ شرقی / ۳۶٫۴۴۹۱۷°شمالی ۵۹٫۱۶۱۱۱°شرقی                                   | ۲۲۳۰۸     | ۲۷ اسفند ۱۳۸۶  | [ ۱۱۶ ] |
| ۸ | تپه بزقلعه                   | بارگذاری تصویر | سدهٔ ۳ - ۹ ه‍.ق  | ۵۰۰ متری شمال‌شرقی روستای نوزاد                                                                                                | ۲۴۹۷۹     | ۱۸ اسفند ۱۳۸۷  | [ ۱۱۷ ] |
| ۹ | گورستان دولت‌آباد             | بارگذاری تصویر | —             | دهستان گلمکان | ۲۶۲۷۴     | ۲۷ اسفند ۱۳۸۷  | [ ۱۱۸ ] |

### شهرستان مه‌ولات
| #  | نام اثر                           | نگاره          | دیرینگی                     | موقعیت | شمارهٔ ثبت | تاریخ ثبت       | منبع    |
| -- | --------------------------------- | -------------- | --------------------------- | --- | --------- | --------------- | ------- |
| ۱  | رباط زرمهر                        | بارگذاری تصویر | دورهٔ قاجار                  | روستای زرمهر ۳۵°۱۳′۵۱٫۲″ شمالی ۵۸°۵۹′۰٫۹″ شرقی / ۳۵٫۲۳۰۸۸۹°شمالی ۵۸٫۹۸۳۵۸۳°شرقی                           | ۶۶۶۰      | ۱۰ دی ۱۳۸۱      | [ ۱۱۹ ] |
| ۲  | رباط زرنوخ                        |                | دورهٔ صفوی                   | دو کیلومتری روستای زرنوخ ۳۵°۸′۱۱٫۷″ شمالی ۵۹°۲′۱۲٫۵″ شرقی / ۳۵٫۱۳۶۵۸۳°شمالی ۵۹٫۰۳۶۸۰۶°شرقی                | ۶۷۳۵      | ۱۰ دی ۱۳۸۱      | [ ۱۲۰ ] |
| ۳  | رباط ظهیرآباد                     | بارگذاری تصویر | دورهٔ صفوی                   | حاشیه جنوبی روستای ظهیرآباد ۳۵°۷′۵۶٫۱″ شمالی ۵۸°۵۷′۴۹٫۱″ شرقی / ۳۵٫۱۳۲۲۵۰°شمالی ۵۸٫۹۶۳۶۳۹°شرقی            | ۶۷۳۶      | ۱۰ دی ۱۳۸۱      | [ ۱۲۱ ] |
| ۴  | رباط فیض‌آباد                      | بارگذاری تصویر | دورهٔ قاجار                  | شهر فیض‌آباد - انتهای خیابان امام خمینی ۳۵°۰′۳۹٫۶″ شمالی ۵۸°۴۶′۳۴٫۷″ شرقی / ۳۵٫۰۱۱۰۰۰°شمالی ۵۸٫۷۷۶۳۰۶°شرقی | ۶۸۷۴      | ۱۰ دی ۱۳۸۱      | [ ۱۲۲ ] |
| ۵  | رباط میاندهی                      | بارگذاری تصویر | دورهٔ صفوی                   | روستای میاندهی ۳۴°۵۲′۴۵٫۹″ شمالی ۵۸°۳۷′۴۱٫۰″ شرقی / ۳۴٫۸۷۹۴۱۷°شمالی ۵۸٫۶۲۸۰۵۶°شرقی                        | ۸۵۶۹      | ۹ اردیبهشت ۱۳۸۲ | [ ۱۲۳ ] |
| ۶  | محوطه شهر سفید                    | بارگذاری تصویر | دوران‌های تاریخی پس از اسلام | روستای احمدآباد                                                                                           | ۱۱۶۶۰     | ۲۴ اسفند ۱۳۸۳   | [ ۱۲۴ ] |
| ۷  | آرامگاه منسوب به ابوسعید ابوالخیر |                | دورهٔ قاجار                  | روستای مهنه ۳۴°۵۹′۲۱٫۴″ شمالی ۵۸°۵۰′۵۵٫۵″ شرقی / ۳۴٫۹۸۹۲۷۸°شمالی ۵۸٫۸۴۸۷۵۰°شرقی                           | ۱۱۹۲۴     | ۵ تیر ۱۳۸۴      | [ ۱۲۵ ] |
| ۸  | منزل اعتمادی                      | بارگذاری تصویر | دورهٔ قاجار                  | کنار دفتر مخابرات روستای عبدل‌آباد                                                                         | ۱۳۹۹۹     | ۹ بهمن ۱۳۸۴     | [ ۱۲۶ ] |
| ۹  | آب‌انبار همت‌آباد                   | بارگذاری تصویر | پهلوی اول                   | ۵۰۰ متری جنوب روستای همت‌آباد ۳۵°۳′۳۳٫۵″ شمالی ۵۸°۳۹′۲۰٫۵″ شرقی / ۳۵٫۰۵۹۳۰۶°شمالی ۵۸٫۶۵۵۶۹۴°شرقی           | ۱۵۲۴۳     | ۲۴ اسفند ۱۳۸۴   | [ ۱۲۷ ] |
| ۱۰ | مقبره خیرآباد                     | بارگذاری تصویر | دورهٔ قاجار - صفوی           | ۱۲ کیلومتری شرق روستای خیرآباد                                                                            | ۱۵۲۴۵     | ۲۴ اسفند ۱۳۸۴   | [ ۱۲۸ ] |
| ۱۱ | عمارت فتح‌آباد                     | بارگذاری تصویر | اواخر دورهٔ قاجار            | شمال روستای فتح‌آباد ۳۴°۵۴′۵۷٫۴″ شمالی ۵۸°۴۰′۱۰٫۵″ شرقی / ۳۴٫۹۱۵۹۴۴°شمالی ۵۸٫۶۶۹۵۸۳°شرقی                   | ۱۵۲۵۶     | ۲۴ اسفند ۱۳۸۴   | [ ۱۲۹ ] |
| ۱۲ | رباط خیرآباد                      | بارگذاری تصویر | دورهٔ صفوی                   | کنار مدرسهٔ روستای خیرآباد                                                                                 | ۱۵۲۶۲     | ۲۴ اسفند ۱۳۸۴   | [ ۱۳۰ ] |
| ۱۳ | پل علی‌آباد                        | بارگذاری تصویر | دورهٔ قاجار                  | ۵۰۰ متری غرب روستای علی‌آباد                                                                               | ۱۵۲۶۳     | ۲۴ اسفند ۱۳۸۴   | [ ۱۳۱ ] |
| ۱۴ | ایوان مسجد جامع ازغند             | بارگذاری تصویر | دورهٔ تیموری                 | غرب روستای ازغند ۳۵°۱۶′۳٫۵″ شمالی ۵۸°۴۸′۱۵٫۶″ شرقی / ۳۵٫۲۶۷۶۳۹°شمالی ۵۸٫۸۰۴۳۳۳°شرقی                       | ۱۵۲۶۶     | ۲۴ اسفند ۱۳۸۴   | [ ۱۳۲ ] |

### شهرستان میان‌جلگه
| #  | نام اثر             | نگاره          | دیرینگی                     | موقعیت | شمارهٔ ثبت | تاریخ ثبت     | منبع    |
| -- | ------------------- | -------------- | --------------------------- | --- | --------- | ------------- | ------- |
| ۱  | آرامگاه جوانمرد علی | بارگذاری تصویر | اوایل دورهٔ تیموری           | ۸۰ کیلومتری نیشابور ۳۵°۴۶′۴۹٫۳″ شمالی ۵۸°۳۸′۲۳٫۱″ شرقی / ۳۵٫۷۸۰۳۶۱°شمالی ۵۸٫۶۳۹۷۵۰°شرقی                       | ۱۵۴۷      | ۵ دی ۱۳۵۶     | [ ۱۳۳ ] |
| ۲  | محوطه عشق‌آباد       | بارگذاری تصویر | دوران‌های تاریخی پس از اسلام | شهر عشق‌آباد                                                                                                   | ۸۷۴۲      | ۱۰ خرداد ۱۳۸۲ | [ ۱۳۴ ] |
| ۳  | تپه چنگه قلعه       | بارگذاری تصویر | سدهٔ ۴ تا ۸ ق                | شهر چگنه سفلی                                                                                                 | ۸۷۴۳      | ۱۰ خرداد ۱۳۸۲ | [ ۱۳۵ ] |
| ۴  | رباط چاه سالار      | بارگذاری تصویر | دورهٔ قاجار                  | ۸ کیلومتری جنوب روستای چاه سالار                                                                              | ۸۹۵۷      | ۱۰ خرداد ۱۳۸۲ | [ ۱۳۶ ] |
| ۵  | پل حصار سرخ         | بارگذاری تصویر | دورهٔ صفوی                   | روستای حصار سرخ ۳۶°۱′۴۳٫۲۹۹۹۸″ شمالی ۵۸°۱۸′۳۱٫۹۰۰۰۰″ شرقی / ۳۶٫۰۲۸۶۹۴۴۳۸۹°شمالی ۵۸٫۳۰۸۸۶۱۱۱۱۱°شرقی            | ۱۵۲۳۵     | ۲۴ اسفند ۱۳۸۴ | [ ۱۳۷ ] |
| ۶  | پل حسین‌آباد جنگل    | بارگذاری تصویر | دورهٔ صفوی                   | روستای حسین‌آباد جنگل                                                                                          | ۱۵۲۵۴     | ۲۴ اسفند ۱۳۸۴ | [ ۱۳۸ ] |
| ۷  | محوطه چشمه آخور     | بارگذاری تصویر | سدهٔ ۴ تا ۸ ق                | ۵ کیلومتری جنوب روستای کلاته حسن‌آباد                                                                          | ۱۵۸۸۰     | ۲۴ مرداد ۱۳۸۵ | [ ۱۳۹ ] |
| ۸  | تپه شهرکهنه         | بارگذاری تصویر | دورهٔ سلجوقی ـ ایلخانی       | ۲۰۰ متری روستای شهرکهنه                                                                                       | ۱۷۴۲۲     | ۶ اسفند ۱۳۸۵  | [ ۱۴۰ ] |
| ۹  | تپه دختر گلبو       | بارگذاری تصویر | سدهٔ ۴ تا ۶ ق                | دهستان بلهرات - یک کیلومتری جنوب‌غربی روستای گلبو                                                              | ۱۹۱۰۸     | ۳ خرداد ۱۳۸۶  | [ ۱۴۱ ] |
| ۱۰ | حمام قلعه شیشه      | بارگذاری تصویر | اواخر دورهٔ قاجار            | روستای قلعه شیشه                                                                                              | ۱۹۱۱۴     | ۳ خرداد ۱۳۸۶  | [ ۱۴۲ ] |
| ۱۱ | حمام ریگی           | بارگذاری تصویر | پهلوی اول                   | شرق روستای بلهرات                                                                                             | ۱۹۱۲۹     | ۳ خرداد ۱۳۸۶  | [ ۱۴۳ ] |
| ۱۲ | امامزاده عشق‌آباد    |                | دورهٔ صفوی - دوره معاصر      | شهر عشق‌آباد - خیابان امام رضا، امام رضا ۱۲ ۳۶°۲′۳۷٫۷″ شمالی ۵۸°۴۰′۵۲٫۴″ شرقی / ۳۶٫۰۴۳۸۰۶°شمالی ۵۸٫۶۸۱۲۲۲°شرقی | ۲۲۲۹۰     | ۲۷ اسفند ۱۳۸۶ | [ ۱۴۴ ] |
| ۱۳ | تپه مهدی‌آباد        | بارگذاری تصویر | قرون میانه اسلامی           | جنوب‌شرقی روستای مهدی‌آباد                                                                                      | ۲۳۰۹۳     | ۲ مرداد ۱۳۸۷  | [ ۱۴۵ ] |

## مطالعهٔ بیشتر
- حسن الله وردیان طوسی (۱۳۸۴)، سفر به خراسان: راهنمای اماکن متبرکه، نقاط دیدنی، بناهای تاریخی و جاذبه‌های طبیعی استان خراسان، مشهد: سخن گستر، شابک ۹۶۴-۴۷۷-۰۱۸-۸